# Medal im. Wiktora Godlewskiego
Medal im. Wiktora Godlewskiego – nagroda przyznawana za zasługi dla ochrony przyrody oraz popularyzację wiedzy przyrodniczej. Ma służyć upowszechnianiu pamięci o Wiktorze Godlewskim oraz promować działania na rzecz poznania i ochrony przyrody, szczególnie na terenie Mazowsza i Podlasia.
Medal ustanowiono w 1992 roku z inicjatywy Gminnego Ośrodka Kultury i Sportu w Bogutach-Piankach, rodzinnej miejscowości Wiktora Godlewskiego. Był to wyraz czci i przywiązania miejscowego społeczeństwa do postaci tego przyrodnika, który stąd pochodził i w tej okolicy jest pochowany. Pomysł i ustanowienie medalu, oraz dwudziestoletnia realizacja tej inicjatywy, są zasługą dyrektora wyżej wymienionego Ośrodka – Romana Świerżewskiego. Wręczanie Medali odbywa się podczas sesji naukowych z programem krzewiącym wśród miejscowego społeczeństwa wiedzę sozologiczną, przyrodniczą, historyczną i edukacyjną.
Medale przyznawane są corocznie. W roku 1992 odbyły się dwie sesje: pierwsza w nawiązaniu do 160 rocznicy urodzin Wiktora Godlewskiego i druga połączona z wręczeniem medali jego imienia. Kapitułę Medalu powołuje Dyrektor Gminnego Ośrodka Kultury i Sportu. Jej siedzibą jest Gminny Ośrodek Kultury i Sportu w Bogutach-Piankach.
Do tej pory medale otrzymali:
| 1992 | Stanisława Chyl | za działalność muzealną i popularyzatorską związaną z W. Godlewskim i przyrodą Podlasia                                                                                     |
| 1992 | Andrzej Drycz | za badania nad awifauną bagien biebrzańskich i działania na rzecz ustanowienia tam parku narodowego                                                                         |
| 1992 | Wiesław Nowicki | za działalność w społecznym ruchu ochrony przyrody, zwłaszcza na rzecz ochrony przyrody Wisły                                                                               |
| 1992 | Aleksander Sokołowski | za badania roślinności regionu podlaskiego |
| 1995 | Gabriel Brzęk | za popularyzację w swoich książkach wiedzy o Wiktorze Godlewskim |
| 1995 | Fundacja „Pronatura” | za popularyzację wiedzy przyrodniczej szczególnie organizowanie wystaw |
| 1995 | Północnopodlaskie Towarzystwo Ochrony Ptaków | za badania nad awifauną regionu i działalność dla jej ochrony |
| 1996 | Czesław Łaszek | za wybitne zasługi dla ochrony przyrody Mazowsza i Podlasia |
| 1996 | Antoni Kuczyński | za prace naukowe nt. dziejów polskich badaczy przyrody na Syberii |
| 1996 | Regionalna Dyrekcja Lasów Państwowych w Białymstoku | za propagowanie ochrony przyrody w leśnictwie Podlasia |
| 1997 | Andrzej Czerwiński | za badania nad lasami północno-wschodniej Polski |
| 1997 | Józef Sobiecki | za popularyzację krajoznawstwa i przyrody regionu podlaskiego |
| 1997 | Ludwik Tomiałojć | za badania nad awifauną Puszczy Białowieskiej |
| 1998 | Zbigniew Kotański | za opracowanie nowatorskiej, warstwowej mapy geologicznej Polski |
| 1998 | Andrzej Mirski | za twórczość TV poświęconą przyrodzie oraz za stworzenie i wprowadzanie w życie koncepcji mini-rezerwatów                                                                   |
| 1998 | Krystyna Rogaczewska | za twórczość poświęconą przyrodzie, zaangażowanie w organizacjach ochrony przyrody i Fundacji „Panda” oraz za wieloletnie społeczne prowadzenie „domowego” azylu dla ptaków |
| 1998 | Nadleśnictwo Bielsk | za zalesienie wschodniego Podlasia |
| 1999 | Kazimierz Uszyński | za upowszechnianie myśli przyrodniczej patrona ks. K. Kluka w działalności placówki                                                                                         |
| 1999 | Iwona Drozdowska | za osiągnięcia w edukacji ekologicznej młodzieży |
| 1999 | Jerzy Pawlikowski | za czynną ochronę przyrody na Mazurach |
| 2000 | Andrzej Szujecki | za opracowanie i wdrożenie modelu proekologicznej, wieloletniej gospodarki leśnej                                                                                           |
| 2000 | Jolanta Hebda | za działalność w dziedzinie edukacji ekologicznej |
| 2000 | Adam Wajrak | za popularyzowanie wiedzy o przyrodzie |
| 2001 | Bolesław Szostakowicz | za badania i popularyzację wiedzy o polskich przyrodnikach zesłańcach na Syberii                                                                                            |
| 2001 | Mazowieckie Towarzystwo Ochrony Fauny | za działania na rzecz ochrony fauny w regionie mazowiecko – podlaskim |
| 2001 | Adam Wołk | za popularyzację przyrody i studia nad historią nauk przyrodniczych |
| 2001 | Wiktor Wołkow | za fotografie przyrodnicze |
| 2001 | Grzegorz Godlewski | za popularyzację i wdrażanie zrównoważonej gospodarki leśnej |
| 2002 | Joanna Wierzbicka | za dokumentowanie i popularyzację Bagien Biebrzańskich |
| 2002 | Simona Kossak | za działania dla zachowania różnorodności biologicznej Puszczy Białowieskiej                                                                                                |
| 2003 | Ogólnopolskie Towarzystwo Ochrony Ptaków | za działania na rzecz ochrony ptaków |
| 2003 | Andrzej Zalewski | za promocję kultury ekologicznej w radio |
| 2003 | Mieczysław Siewko | za odtwarzanie środowiska przyrodniczego Wzgórz Sokólskich |
| 2004 | Tomasz Borecki | za dorobek naukowy rozwoju leśnictwa polskiego |
| 2004 | Franciszek Kobryńczuk | za dorobek naukowy i literacki w dziedzinie ochrony przyrody |
| 2004 | Komitet Ochrony Orłów | za osiągnięcia w czynnej ochronie ptaków drapieżnych |
| 2004 | Krystian Matysek | za twórczość filmową poświęconą przyrodzie |
| 2005 | Leszek Jerzak | za dokonania na rzecz poznania i ochrony przyrody regionu lubuskiego |
| 2005 | Józef Partyka | za animację działalności naukowej obejmującej dziedzictwo przyrodnicze i kulturowe w obrębie parków narodowych wyżyny krakowsko-częstochowskiej                             |
| 2005 | Ryszard Kowalski | za wybitne osiągnięcia w kształceniu nauczycieli w zakresie ochrony przyrody                                                                                                |
| 2005 | Elżbieta Strucka | za popularyzację wiedzy przyrodniczej na antenie Polskiego Radia |
| 2005 | Łomżyńskie Towarzystwo Naukowe im. Wagów | za działalność naukową obejmującą dziedzictwo przyrodnicze i kulturowe Ziemi Łomżyńskiej                                                                                    |
| 2006 | Władysława Dybowska | za ocalenie i upowszechnianie dorobku naukowego polskich zesłańców na Syberii                                                                                               |
| 2006 | Klub Przyrodników ze Świebodzina | za wszechstronną działalność na rzecz ochrony przyrody |
| 2006 | Nadleśnictwo Drygały | za retencję wodną i odtwarzanie podmokłych siedlisk na terenie lasów Drygalskich                                                                                            |
| 2007 | Zofia Brzozowska | za ratowanie zwierząt |
| 2007 | Fundacja Ochrony Wielkich Jezior Mazurskich | za działania na rzecz ochrony regionu Wielkich Jezior Mazurskich |
| 2007 | Janina Kawałczewska | za animację ochrony środowiska przyrodniczego regionu płockiego |
| 2007 | Stowarzyszenie „Pracownia na rzecz Wszystkich Istot” | za działalność edukacyjną na rzecz ochrony przyrody |
| 2008 | Wiesława Borek | za wieloletnie działania na rzecz ochrony Sadów Żoliborskich |
| 2008 | Grażyna Hodun | za szerokie działania na rzecz popularyzacji ochrony przyrody |
| 2008 | Nadleśnictwo Łomża | za przywrócenie funkcji przyrodniczo-leśnej terenom byłego poligonu Czerwony Bór                                                                                            |
| 2008 | Zespół: dr Kazimierz Baliński, mgr Olga Teresa Lipińska, inż. mgr Jerzy Protekta i Zbigniew Woźniak działający w ramach Ligi Ochrony Przyrody na rzecz ochrony Skarpy warszawskiej w rejonie parku „Arkadia” | za działania na rzecz ochrony Skarpy Warszawskiej |
| 2010 | Nadleśnictwo Krynki | za opracowanie i wdrożenie „Zintegrowanego systemu kształtowania i ochrony środowiska naturalnego”                                                                          |
| 2010 | Jerzy Bauer | za działania na rzecz edukacji przyrodniczej młodzieży |
| 2010 | Jacek Sokołowski | za aktywną pracę dydaktyczną i wychowawczą w dziedzinie ochrony przyrody |
| 2010 | Artur Tabor | za wybitną działalność artystyczną w dziedzinie fotografii przyrodniczej oraz edukację młodzieży                                                                            |
| 2011 | Muzeum Rolnictwa im. ks. Krzysztofa Kluka w Ciechanowcu | za 50-letnią działalność na rzecz dziedzictwa historycznego polskiego rolnictwa i kultury wsi                                                                               |
| 2011 | Nadleśnictwo Supraśl | za ochronę dziedzictwa przyrodniczego, kulturowego i historycznego Puszczy Knyszyńskiej                                                                                     |
| 2012 | Mieczysław Bagiński | za całokształt pracy na rzecz ochrony przyrody i edukacji ekologicznej |
| 2012 | Biuro Urządzania Lasu i Geodezji Leśnej w Warszawie | za twórczy wkład w ochronę dziedzictwa przyrodniczego Polski |
| 2012 | Stacja Badawcza Rolnictwa Ekologicznego i Hodowli Zachowawczej Zwierząt Polskiej Akademii Nauk w Popielnie                                                                                                   | za pracę i działania na rzecz ochrony przyrody i edukację w tej dziedzinie                                                                                                  |
| 2012 | Roman Świerżewski – Dyrektor Gminnego Ośrodka Kultury i Sportu w Bogutach-Piankach | za przywrócenie pamięci postaci Wiktora Godlewskiego – patrioty i przyrodnika                                                                                               |
| 2013 | Zespół Szkół Weterynaryjnych i Ogólnokształcących nr 7 w Łomży | za działalność edukacyjną na rzecz ochrony przyrody |